# 萨扬 (吉伦特省)
萨扬（法語：Saillans）是法国吉伦特省的一个市镇，属于利布尔讷区和勒利布尔奈-弗龙萨代县（Le Libournais-Fronsadais）。该市镇总面积6.22平方公里，2009年时的人口为385人。

## 人口
萨扬人口变化图示